# Guiu II de Saint Pol
Guiu IV de Châtillon (vers 1197-1226) fou un noble francès, comte de Saint Pol sota el nom de Guiu II de Saint Pol; fou també senyor de Montjoy, Troissy i Pierrefonds. Era fill de Gaucher III, senyor-comte de Châtillon i d'Elisabet, comtessa de Saint-Pol.
Es va casar amb Agnès de Donzy, abans 1221, probablement a l'entorn del 1219 quan va succeir al seu pare al front del comtat de Saint Pol. Van tenir dos fills:
- Gaucher de Châtillon, (+1250), que va succeir a la seva mare en els drets de Nevers i Tonnerre i fou hereu d'Auxerre
- Iolanda de Châtillon, successora de Gaucher en els drets de Nevers i Tonnerre i hereva d'Auxerre, 1250-1254 (+1254)